# Lennusadam

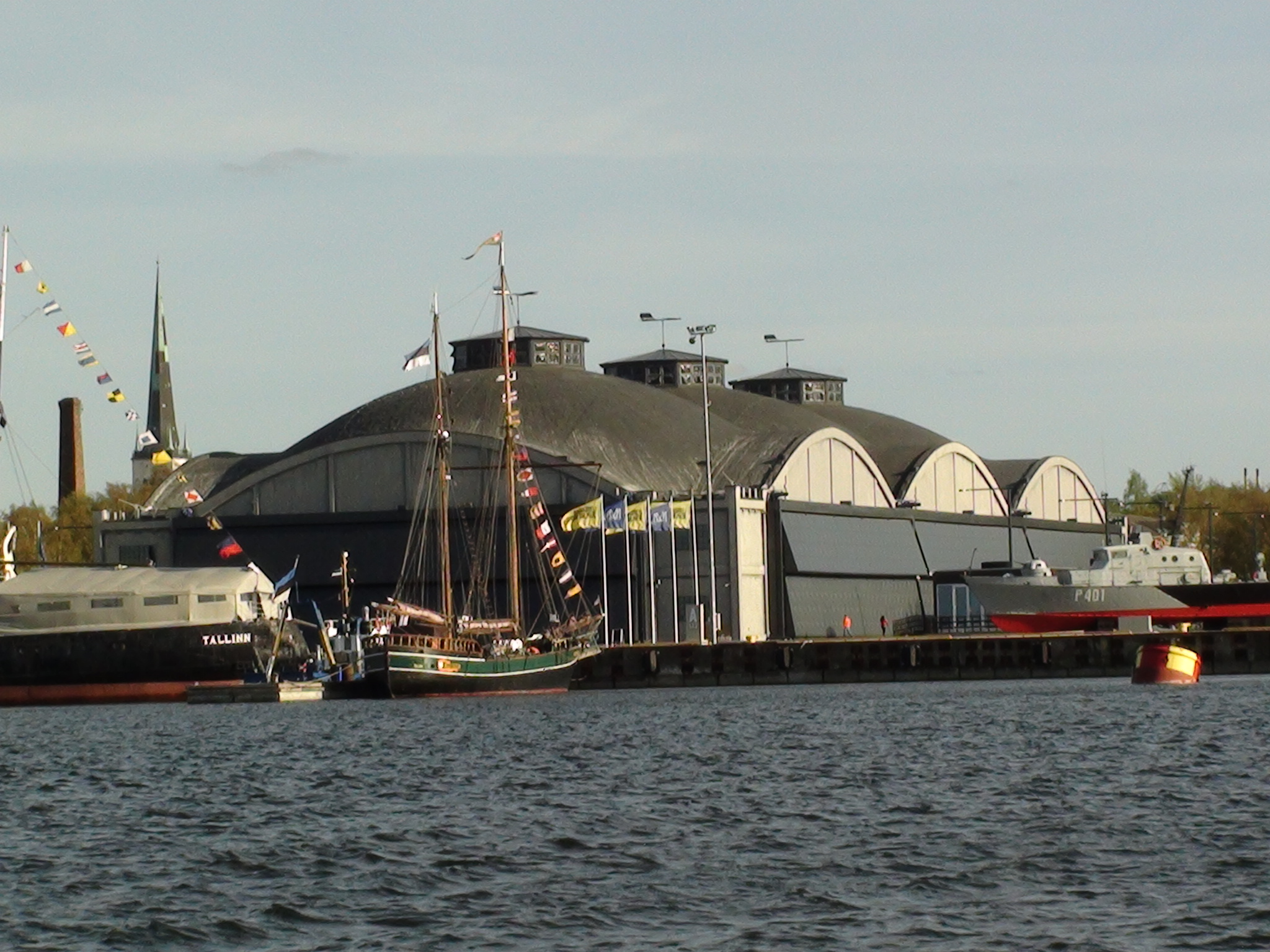
Der Wasserflugzeughafen von der Seeseite aus

Der Tallinner Wasserflugzeughafen (estnisch Lennusadam) ist einer der Häfen im Stadtgebiet von Tallinn. Das im Stadtteil Põhja-Tallinn gelegene Gelände beherbergt heute einen Teilbereich des Estnischen Meeresmuseums.

## Geschichte
Die Geschichte des Wasserflugzeughafens geht auf die Anfangsjahre der Fliegerei zurück. Zu Beginn des 20. Jahrhunderts hatte man im Russischen Reich die Vision, von Tallinn aus mit Wasserflugzeugen den Finnischen Meerbusen zu überwachen, um frühzeitig auf anrückende Marineverbände reagieren zu können. So begann man 1912 mit dem Bau eines Hangars für Wasserflugzeuge, dessen Fertigstellung sich allerdings durch den Ausbruch des Ersten Weltkriegs verzögerte. Das eigenständig gewordene Estland nutzte die Anlage in den 1920er- und 1930er-Jahren als Basis für die eigenen Marinepiloten. Von 1940 bis 1941 wurde das Areal nach der Besetzung Estlands vom sowjetischen Militär genutzt – danach nur noch als Lagerhalle.
Bis heute ist der aus der Zarenzeit stammende Hangar das prägende Gebäude auf dem Gelände des Hafens. Dieser wurde wie auch der umliegende Außenbereich in den Jahren 2010 bis 2012 grundlegend renoviert. Seitdem ist dort ein Teilbereich des Meeresmuseums beheimatet, das seinen Besuchern dort einen umfassenden Einblick der Geschichte der Seefahrt geben möchte.

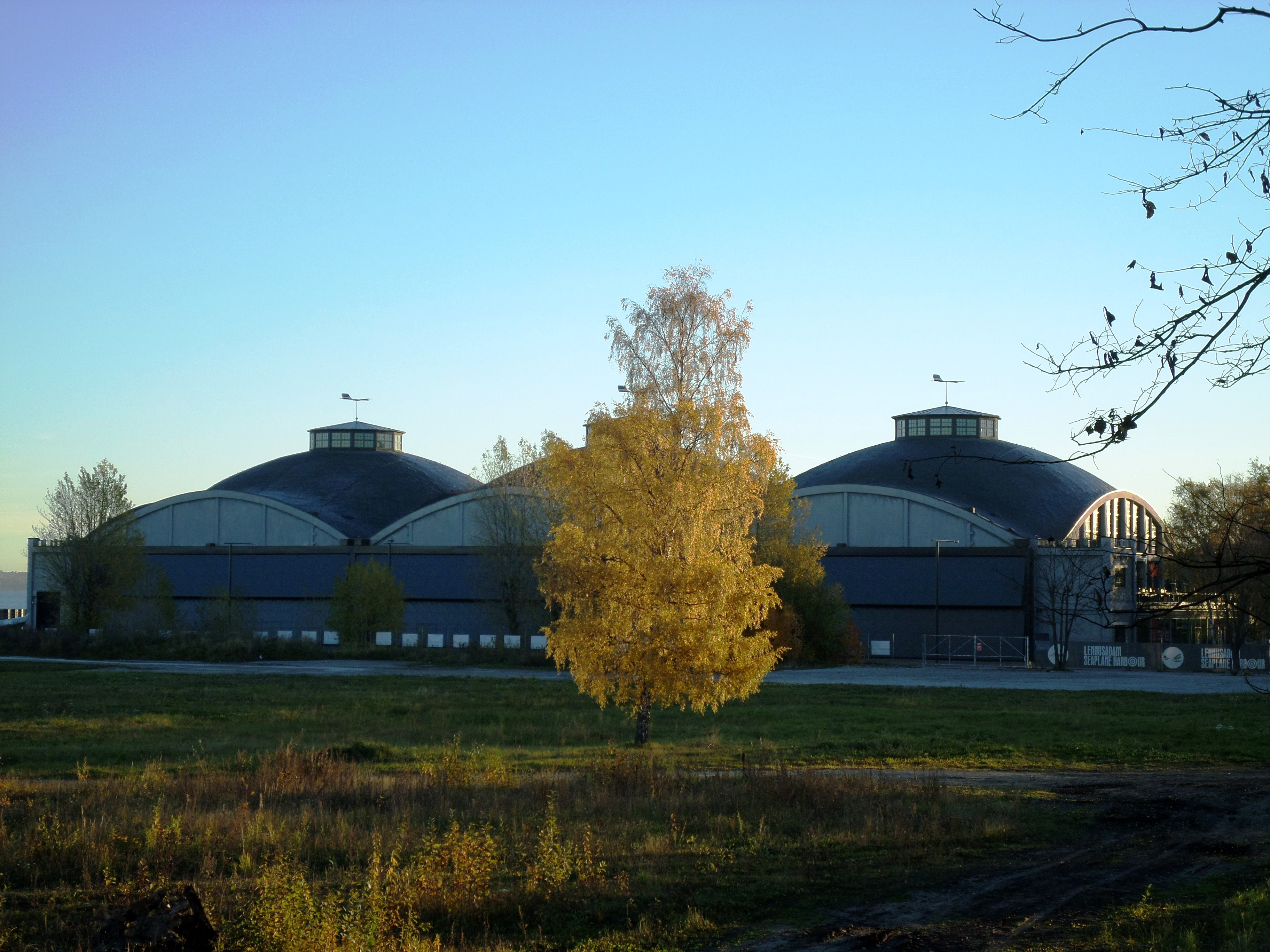
Der Hangar im Jahr 2013
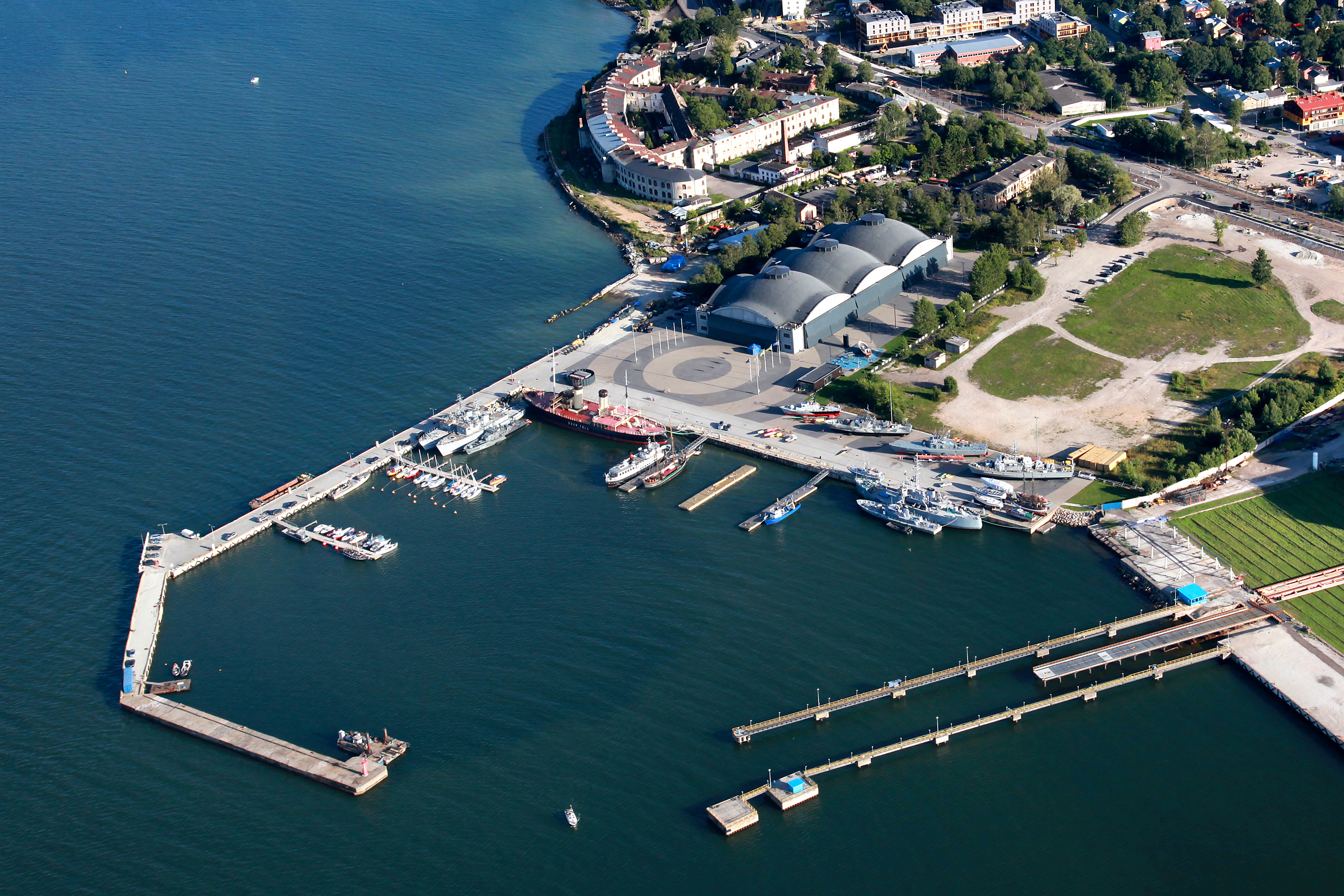
Luftaufnahme im Jahr 2015
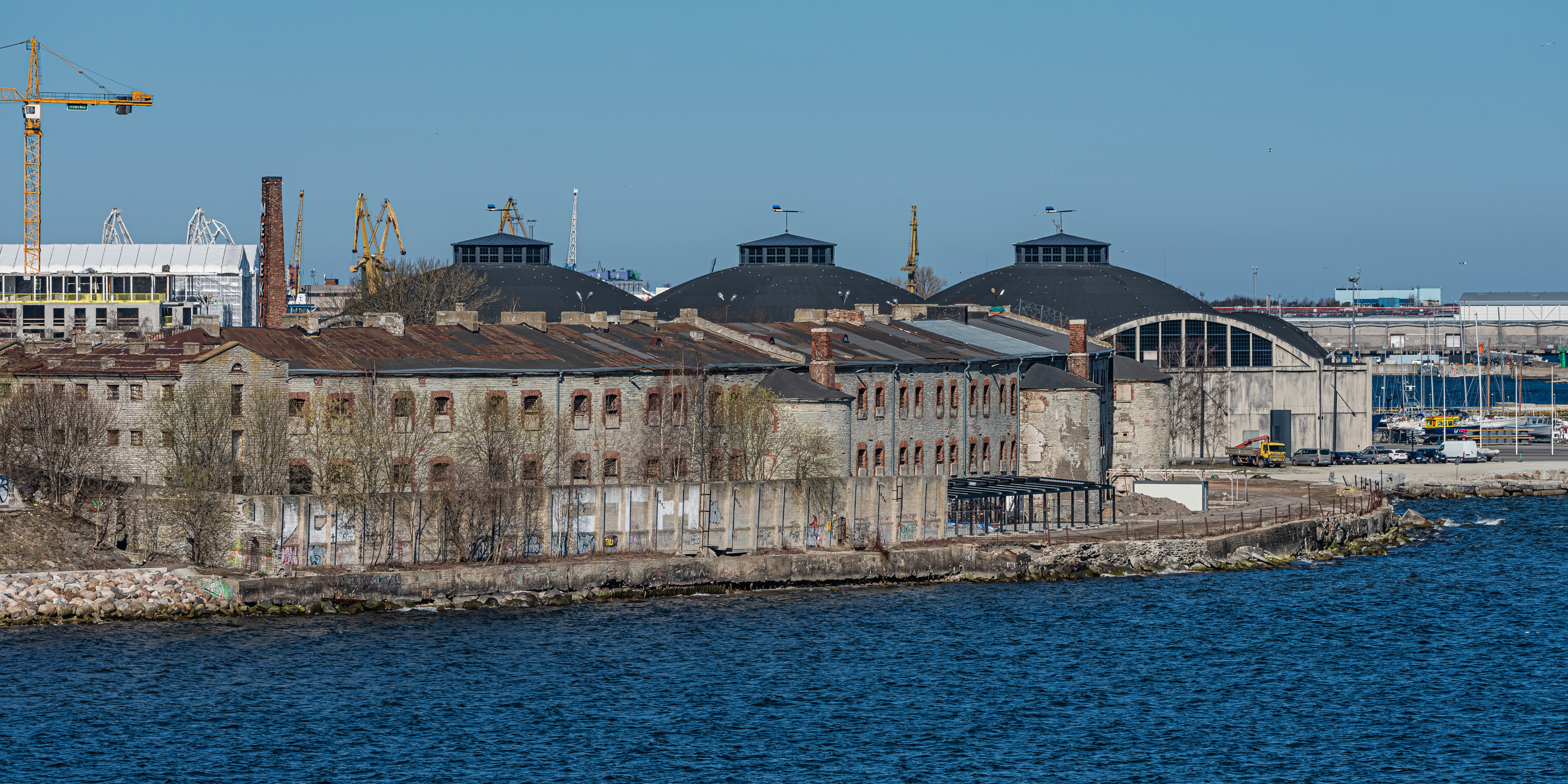
Der Hangar im Jahr 2022

## Estnisches Meeresmuseum
Nach dem Abschluss der Renovierungsarbeiten im Jahr 2012 wird das Gelände des Hafens vom Estnischen Meeresmuseum genutzt. Größte Attraktion ist dabei vermutlich die Lembit, ein historisches U-Boot der estnischen Marine aus dem Jahr 1937, das heute im ehemaligen Flugzeughangar ausgestellt wird.
Außerdem befinden sich noch zahlreiche Schiffe auf dem Außengelände. Dazu gehören:
- die Suur Tõll, ein 1914 gebauter Eisbrecher
- die Grif, eines der ersten Boote der in den 1990er-Jahren neu aufgestellten estnischen Marine
- die Kalev (ex-Minerva), ein Minensuchboot der Frauenlob-Klasse
- die Suurop (ex-Rymättylä), ein Patrouillenboot der Rihtniemi-Klasse